# 김경섭 (아나운서)
김경섭(1975년 5월 18일 ~ )은 대한민국의 전직 아나운서다.

## 주요 경력
- 2001년 6월~2004년 5월 TBN 부산교통방송 출발! 부산대행진 DJ
- 2004년 6월~2006년 4월 ICN 남인천방송 MC
- 2006년 5월~2022년 12월 대전MBC 아나운서

## 과거 진행 프로그램
- 표준FM 3830상담실(평일)
- TV 생방송 아침이 좋다(평일)
- MBC 뉴스투데이 대전세종충남 (평일)
- MBC 뉴스데스크 대전세종충남 무작위 (주말)
- 표준FM MBC 정오뉴스
- TV 건강플러스

## 같이 보기
- 유지은
- 조민경
- 임보라
- 남유식